# لاکردوپولیس
لاکردوپولیس (به پرتغالی: Lacerdópolis) یک منطقهٔ مسکونی در برزیل است که در سانتا کاتارینا واقع شده‌است. لاکردوپولیس ۲٬۲۴۷ نفر جمعیت دارد.